# Julian Fałat

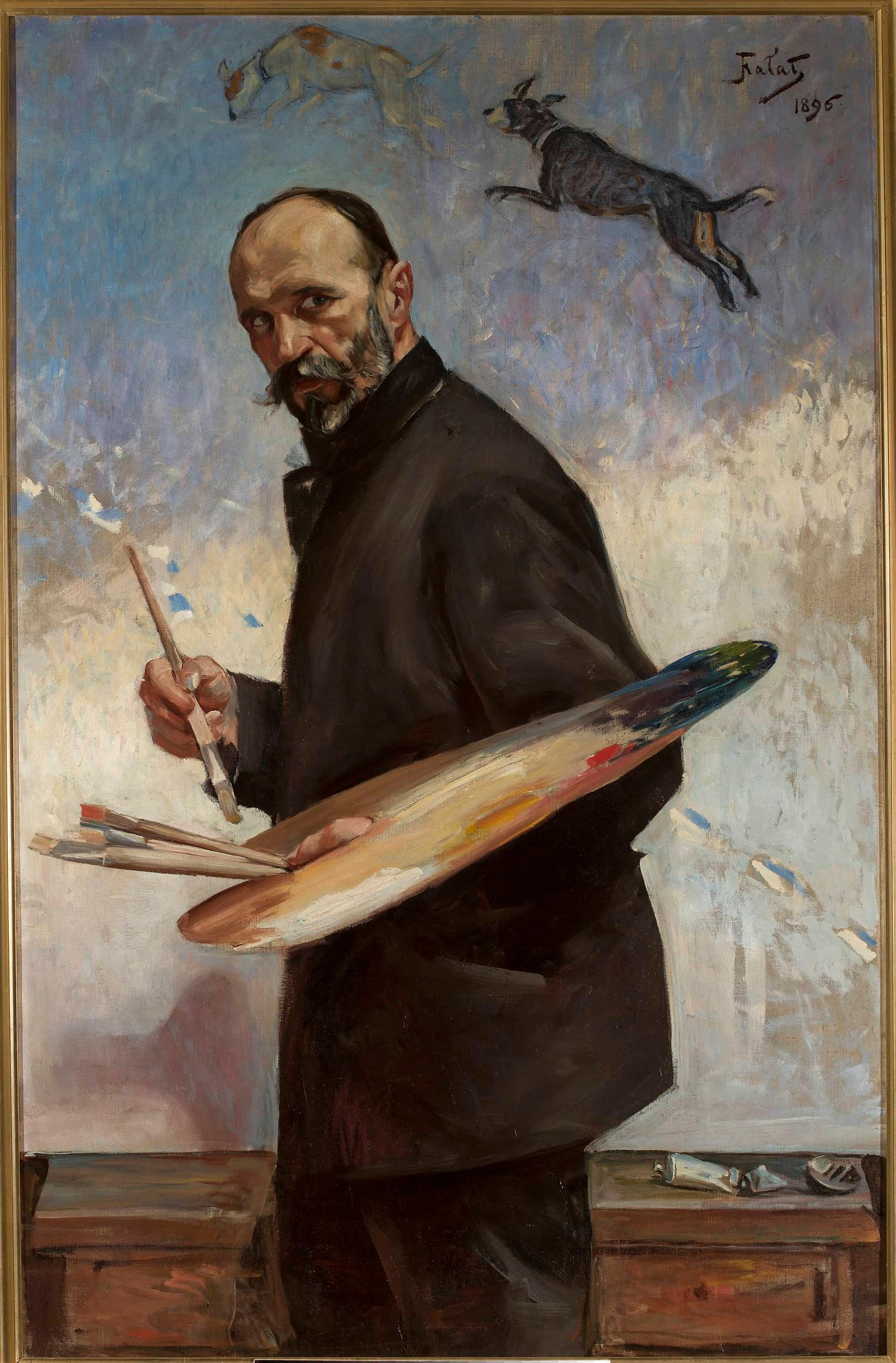
Önarckép (1896) Varsói Nemzeti Múzeum

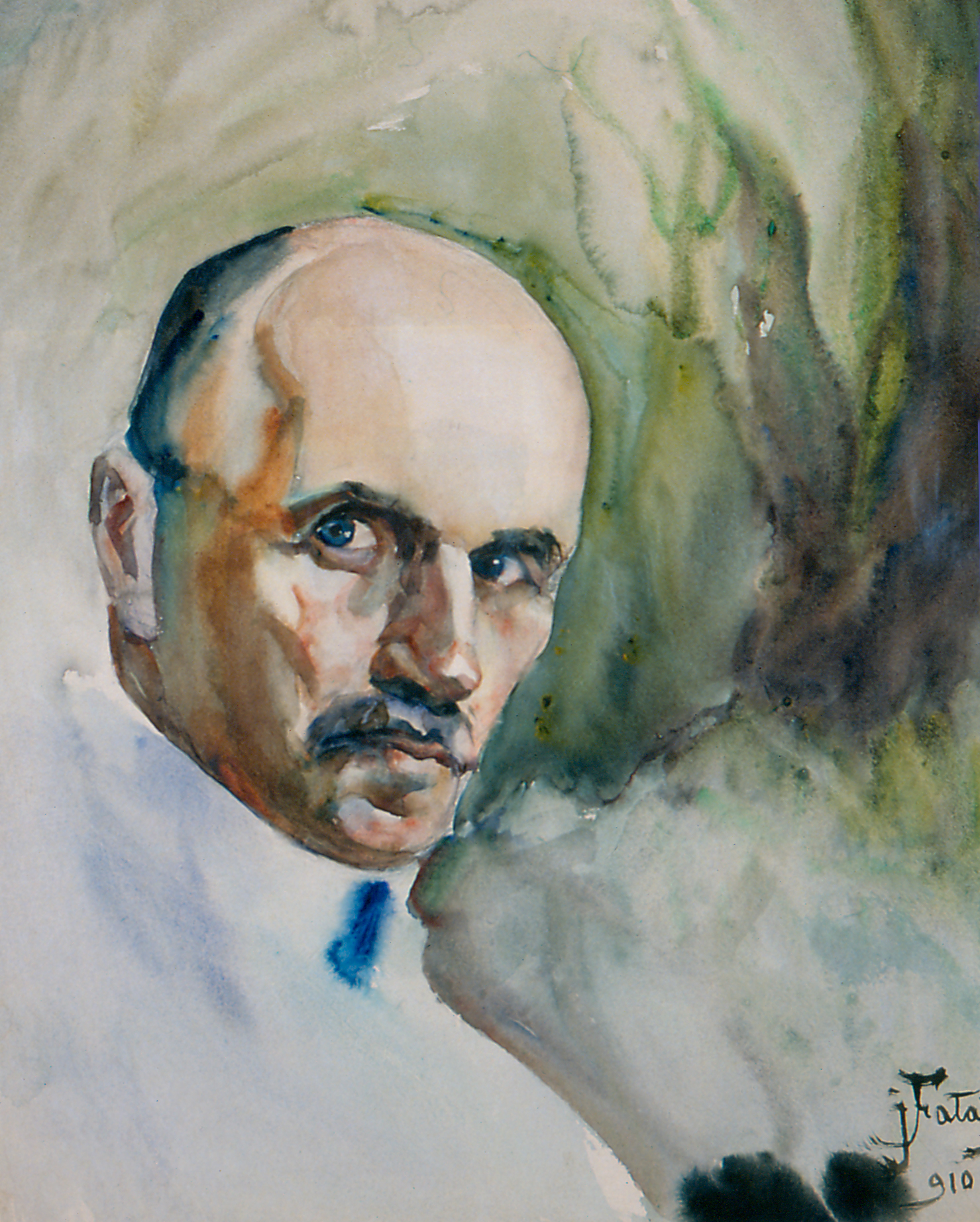
Önarckép (1910)

Julian Fałat  (1853. július 30. – Bystra, 1929. július 19.) lengyel festő. Az egyik legtermékenyebb lengyel akvarellfestő és az ország egyik legkiválóbb tájképfestője, a legjobb lengyel impresszionisták egyike. 1895 és 1909 között a Krakkói Képzőművészeti Akadémia rektora.

## Élete
Önállóan, a családja és ösztöndíj nélkül szerzett művészi végzettséget. Többek között Lembergben tanult, majd a przemyśli gimnáziumban érettségizett. 1869-től Władysław Łuszczkiewicznél tanult a Krakkói Képzőművészeti Akadémián, majd a Müncheni Képzőművészeti Akadémián folytatta a tanulmányait. 1885-ben több európai és ázsiai utazást követően Fałat tanulmánygyűjteményt állított össze utazásairól, amelyek később hasznosak lettek műalkotásai fejlesztése során. A festészetére jellemző témák a lengyel tájképek, vadászjelenetek, portrék, utazásairól készült tanulmányok. 1886-ban elfogadta II. Vilmos német császár felkérését, hogy udvari festőként szolgáljon Berlinben. 
A berlini, müncheni és bécsi kiállításokon érmet nyert. 1895 áprilisában a Krakkói Képzőművészeti Akadémia igazgatója lett, ahol megreformálta az oktatást. Megalakult a Tájtudományi Tanszék, amelyet Jan Stanisławski vett át. A „Sztuka” Lengyel Művészek Társaságának egyik alapítója volt.
1900-ban feleségül vette az olasz Maria Luiza Comello Stuckenfeldot, akitől három gyermeke született: Helena, Kazimierz és Lucjan. Gyakran járt Zakopanéba, munkáiban hegyvidéki tájak jelentek meg. 1902-ben villát épített műteremmel Bystrában, 1910-ben pedig, miután lemondott a Képzőművészeti Akadémia rektori posztjáról, végleg itt telepedett le. 1919. január 27-én önként jelentkezett a lengyel hadseregbe. A függetlenség visszaszerzése után bekapcsolódott a lengyel kulturális élet újjáépítésébe. 1919 és 1922 között Toruńban élt, ahol házat vásárolt.
Lakása Toruń kulturális életének központja lett. Az ország művészei, diplomatái és a kulturális élet kiválóságai gyűltek össze nála. Fia, Lucjan halála után házát a Pomerániai Gyermekgondozó Társaságnak adományozta. Társalapítója és első elöljárója (elnöke) lett a Művészszövetségnek. Más fontos kezdeményezéseknek is részese volt, mint a Pomerániai Zenei Társaság és a Zenei Konzervatórium, Képzőművészet Baráti Társaság tevékenysége. Részt vett a városi képviselő-testület ülésein, amikor kulturális ügyeket tárgyaltak, tiszteletbeli bizottságok tagja volt, felhatalmazásával támogatott különféle társadalmi akciókat. Tájképeket festett a Visztula folyó mentén és Toruń környékén. Élete végéig a Konfraternitás elöljárója maradt, és állandó kapcsolatot tartott fenn Toruń-nal. Ezután Antoni Ponikowski miniszter kabinetjének művészeti osztályának igazgatója volt. Élete végén 1925-ben Krakkóban és Varsóban rendezett retrospektív kiállításokat.
1929. július 9-én halt meg Bystra Śląskában, a bystrai temetőben lévő családi sírba temették.

## Munkái (válogatás)
- Hamvazószerda, 1881
- Imádkozó öreg, 1881
- Harc a vadászat során Niewierzben, 1891 (a Varsói Képzőművészeti Ösztönző Társaságtól a második világháború alatt ellopott festményt 2006-ban egy New York-i aukción találták meg, 2011-ben visszaadták Lengyelországnak)[10][11]
- Őszibarackos fiú, 1882
- Napóleon átvonulása Berezinán (Visszavonulás Berezinából), 1890
- Visszatérés a medvével, 1892
- Montmartre temető Párizsban, 1893, Nemzeti Múzeum Krakkóban
- Krakkó látképe, 1896, Katowicei Sziléziai Múzeum
- Krakkó reggel, 1897
- A Rytwiany-i vadászat előtt, a 19. század második felében 1890-es évek (a festményt a Varsói Képzőművészeti Társaságtól a második világháború alatt lopták el, 2006-ban egy New York-i aukción találták meg, 2011-ben visszaadták Lengyelországnak)[11][12]
- Hó , 1907

### További munkái
- A Polonia Restituta Lovagrend parancsnoki keresztje (1928. november 10.)[13][14][15]
- A Polonia Restituta Rend parancsnoki keresztje (1923. május 2.)[16]
- Ferenc József rend parancsnoki keresztje (Osztrák–Magyar Monarchia, 1908)[17]
- 3. osztályú Vaskorona-rend (Osztrák–Magyar Monarchia, 1900)[18]

## Emlékezete

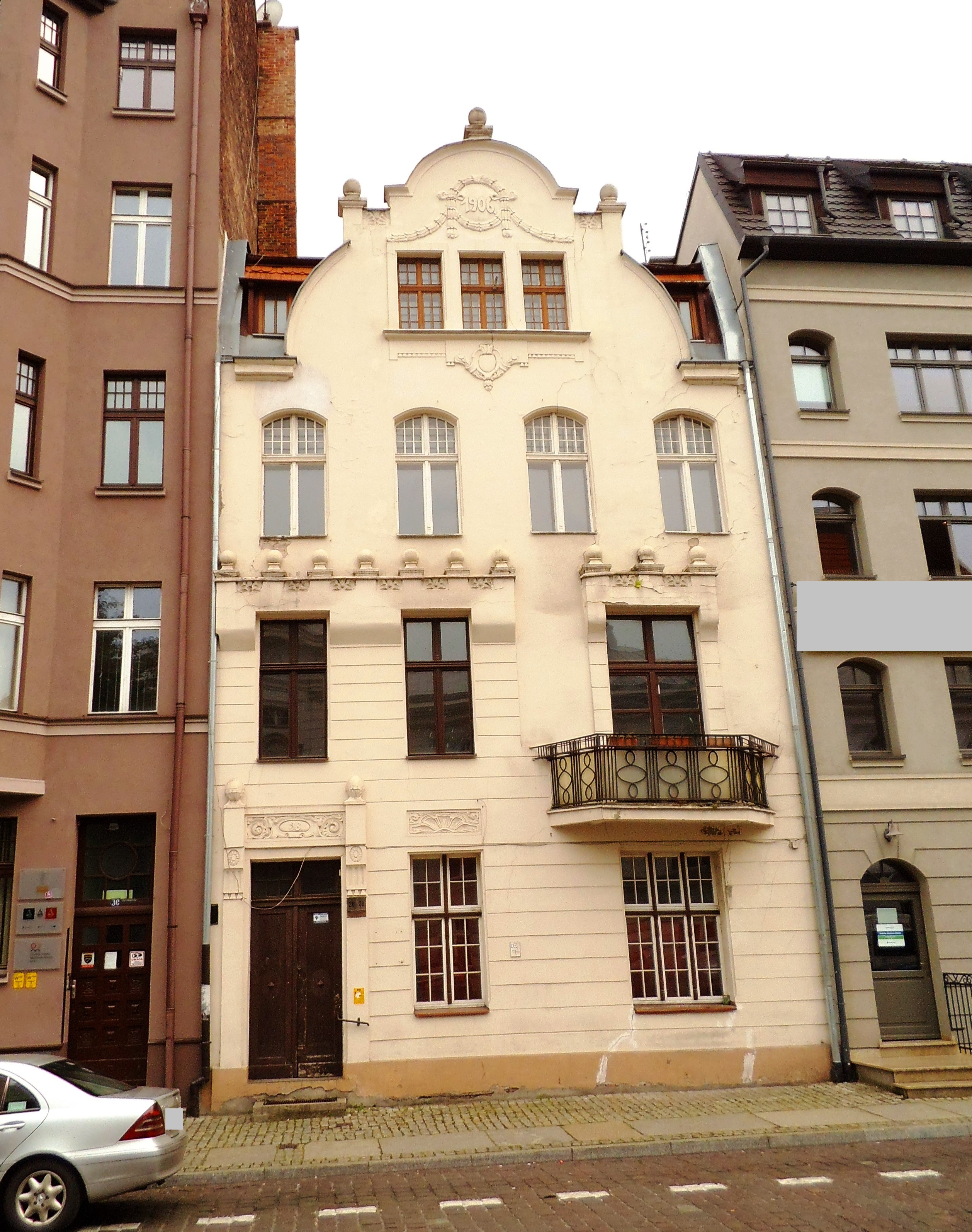
Bérház Toruńban, ahol 1919 és 1922 között élt

- Utcát neveztek el róla Krakkóban, Toruńban, Tarnówban, Bydgoszczban, Koszalinban, Lublinban, Bystrában, Varsóban, Bytomban és Szczecinben.
- Lengyelországban a Fałatówka nevű múzeumot neki szentelték.
- Három gyermeke közül Kazimierz (Togo) (1904–1981) hozzá hasonlóan leginkább az akvarellfestéssel foglalkozott.
- Néhány, a német megszállás alatt elrabolt alkotás időnként újra felbukkan aukciókon. 2010 decemberében az Egyesült Államokban a New York-i hatóságok lefoglaltak két ilyen festményt, a Vadászat és A vadászat előtt című festményt. Az alkotásokat a lengyel Nemzeti Művészeti Múzeumba, Varsóba szállították haza.

## Képgaléria

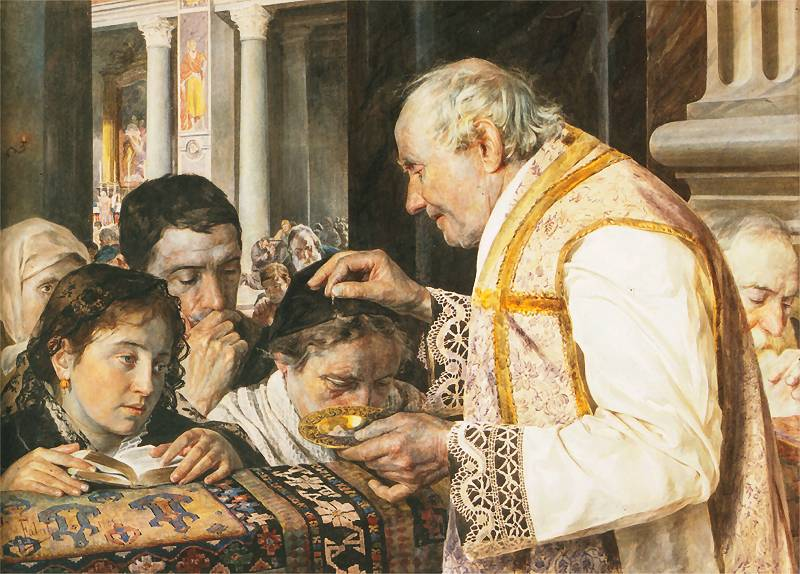
Hamvazószerda (1881)
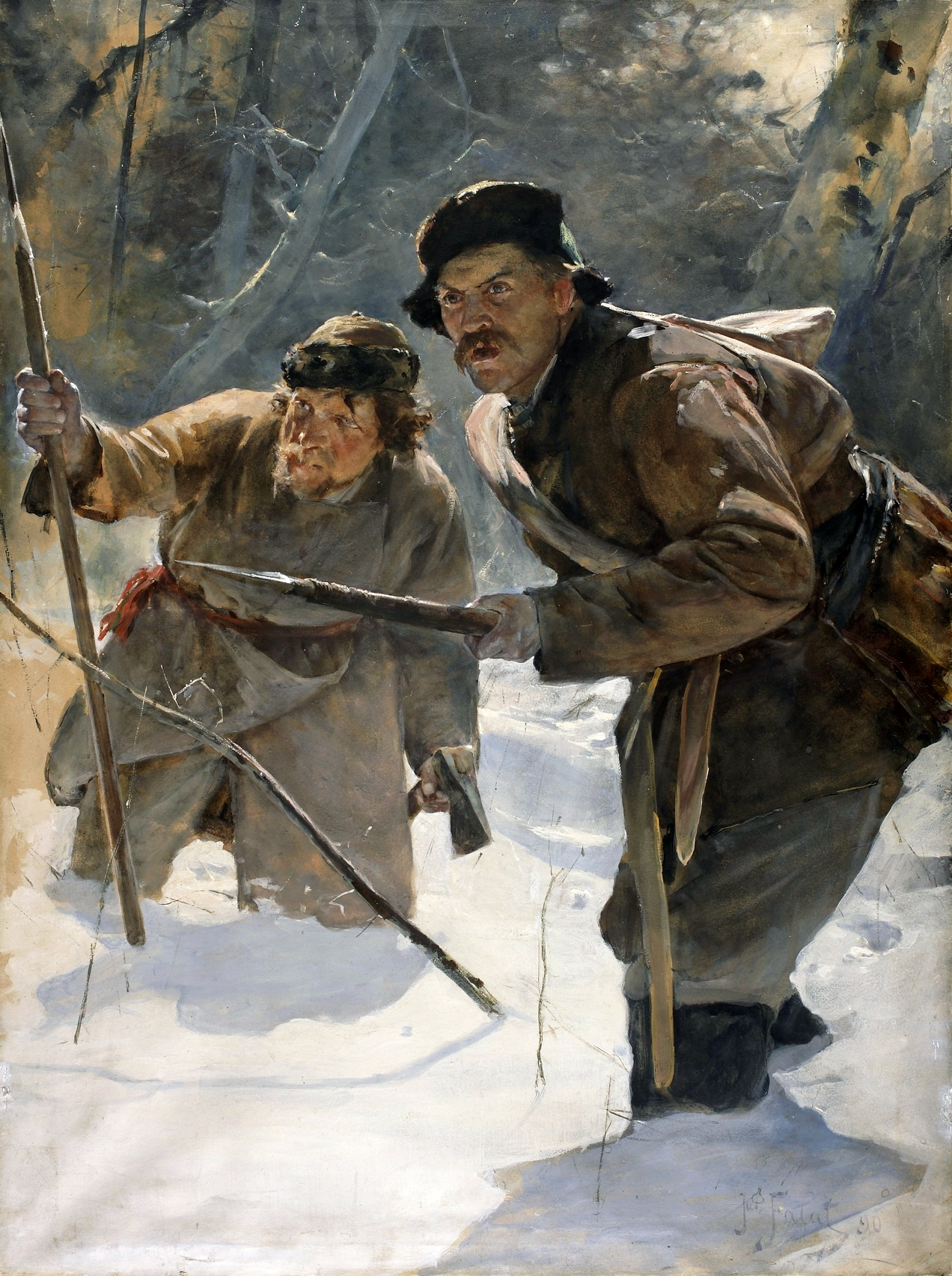
Medvevadászat (1890)
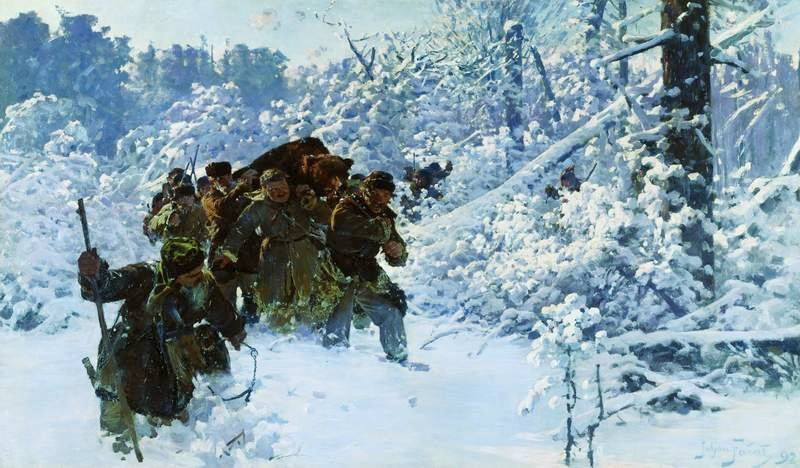
Visszatérés a medvével (1892)
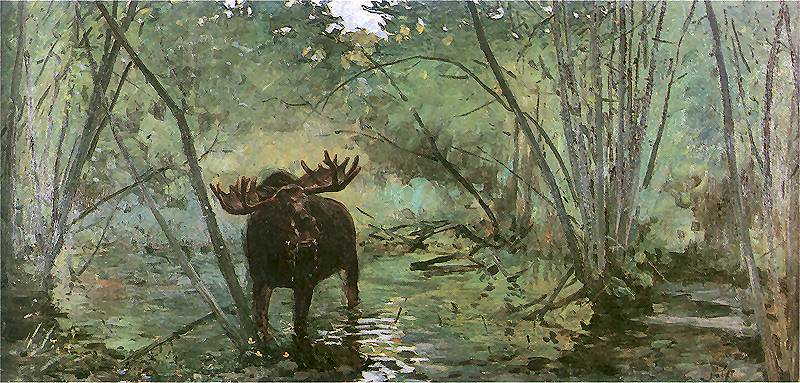
Jávorszarvas (1899)
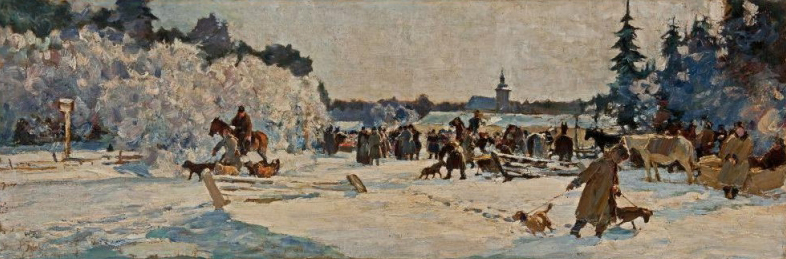
Vadászat előtt Rytwianyban (1901)
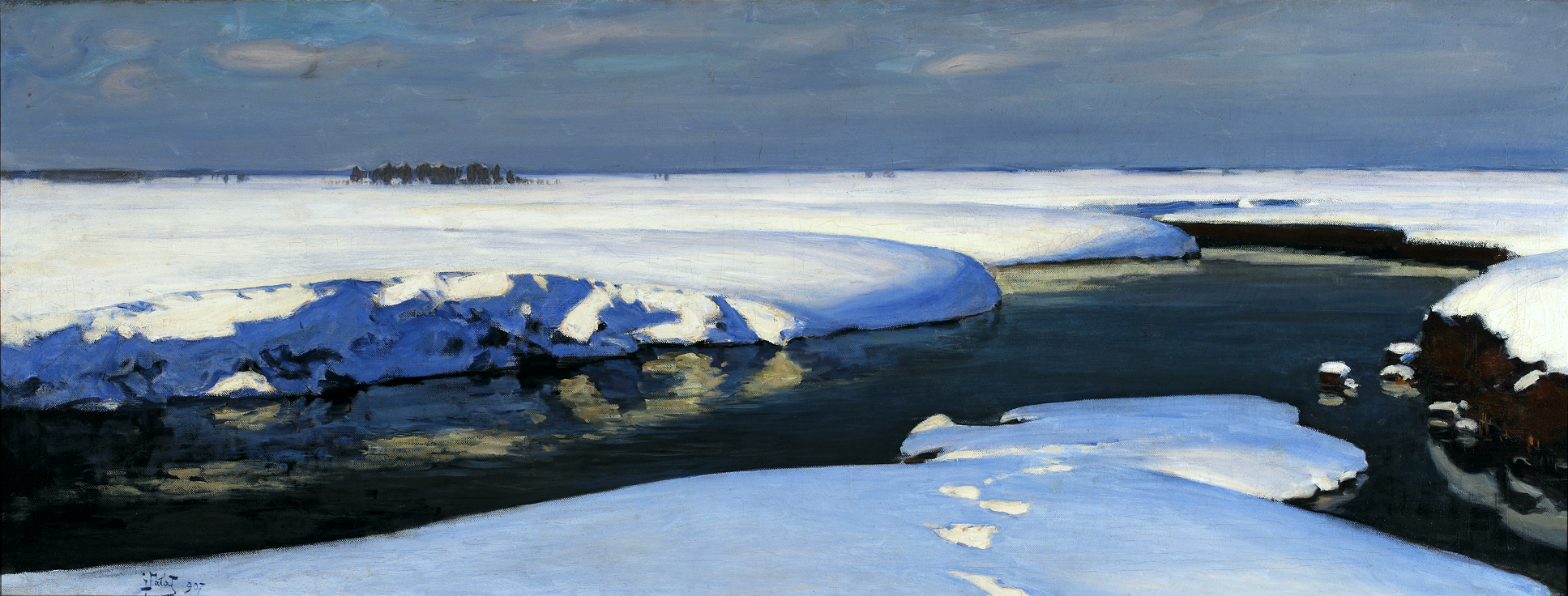
Téli táj folyóval (1907)
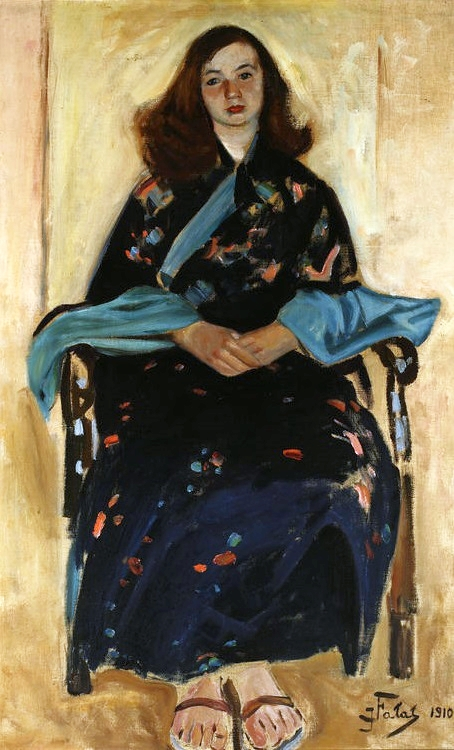
Nő kimonóban (1910)
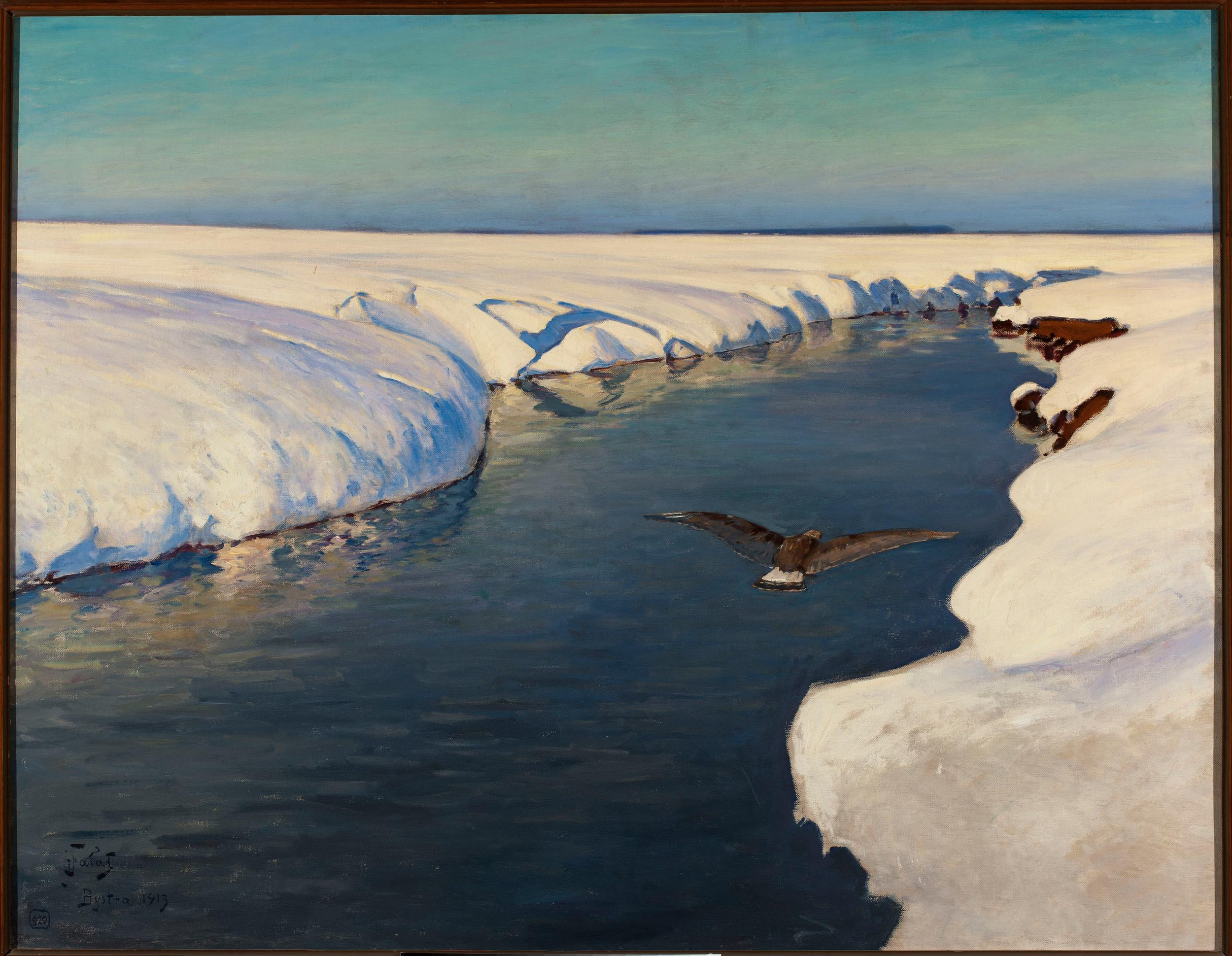
Téli táj folyóval és madárral (1913)
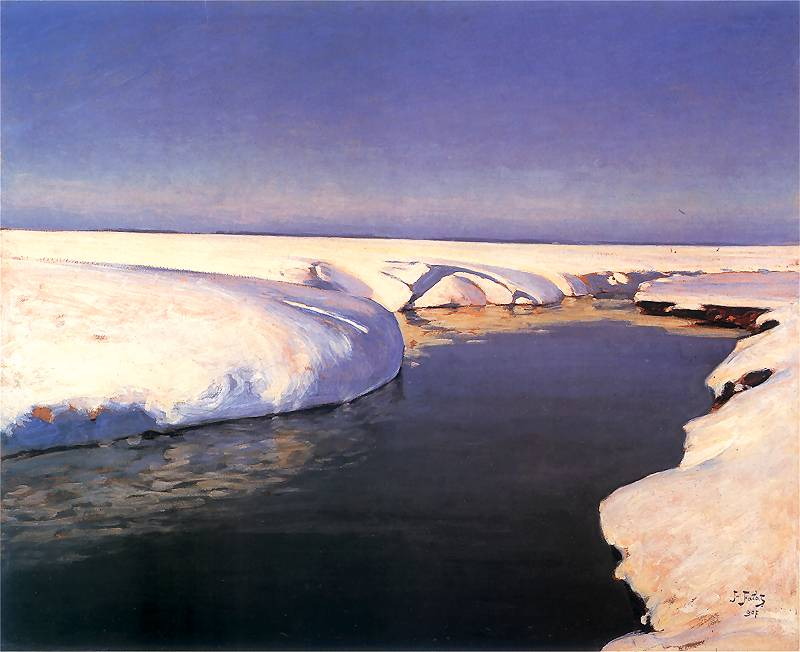
Hó (1929)

### Portrék

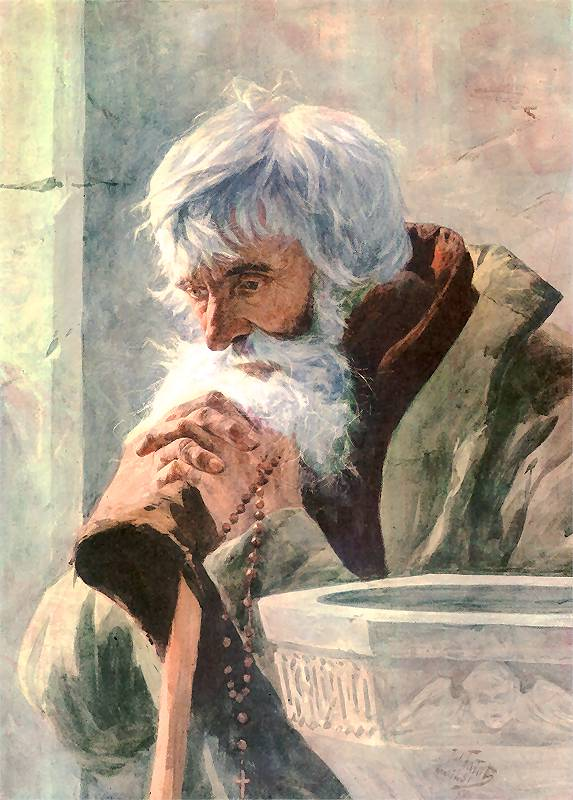
Imádkozó öreg (1881)
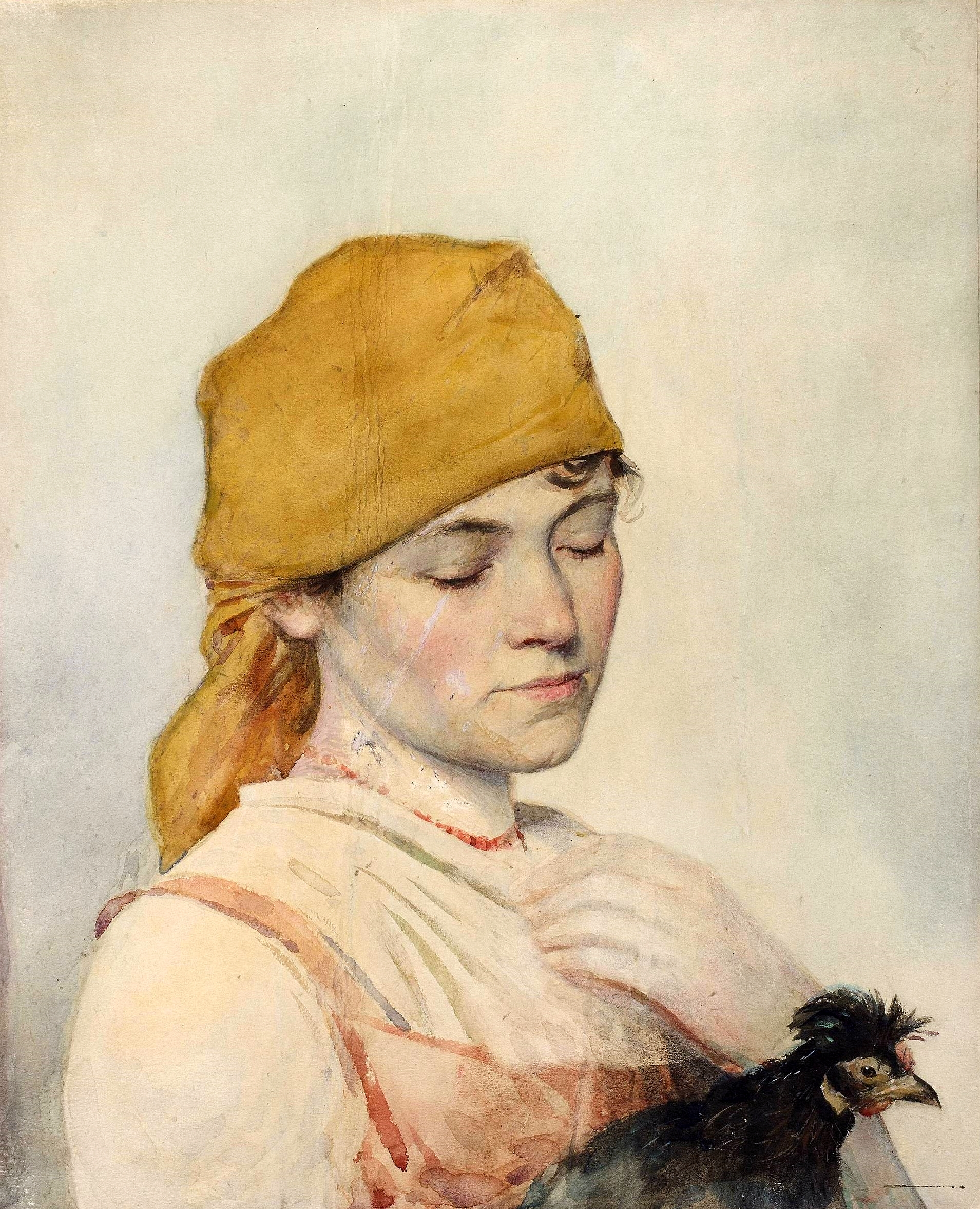
Nő tyúkkal (1885 előtt)
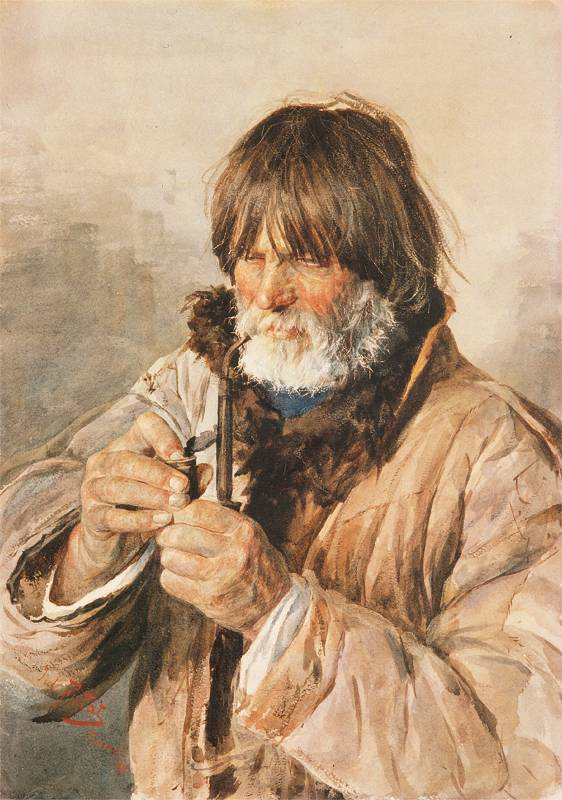
Pipás férfi portréja (1881)
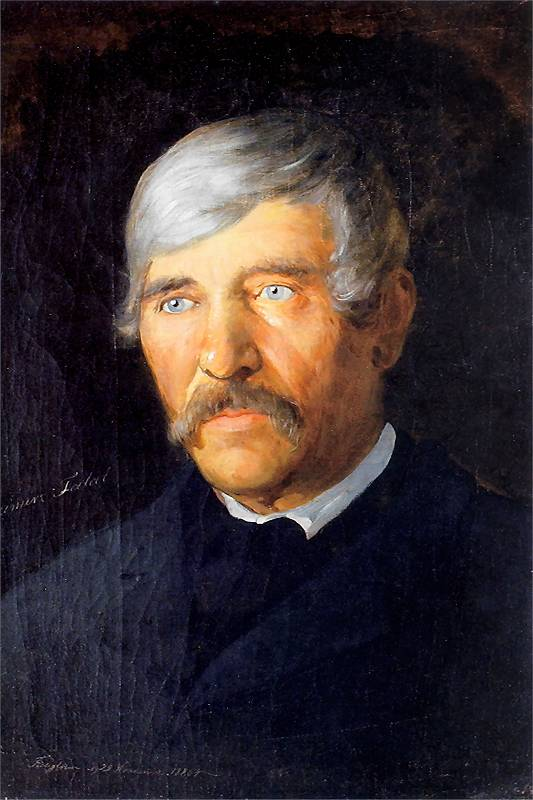
A művész apja (1880)
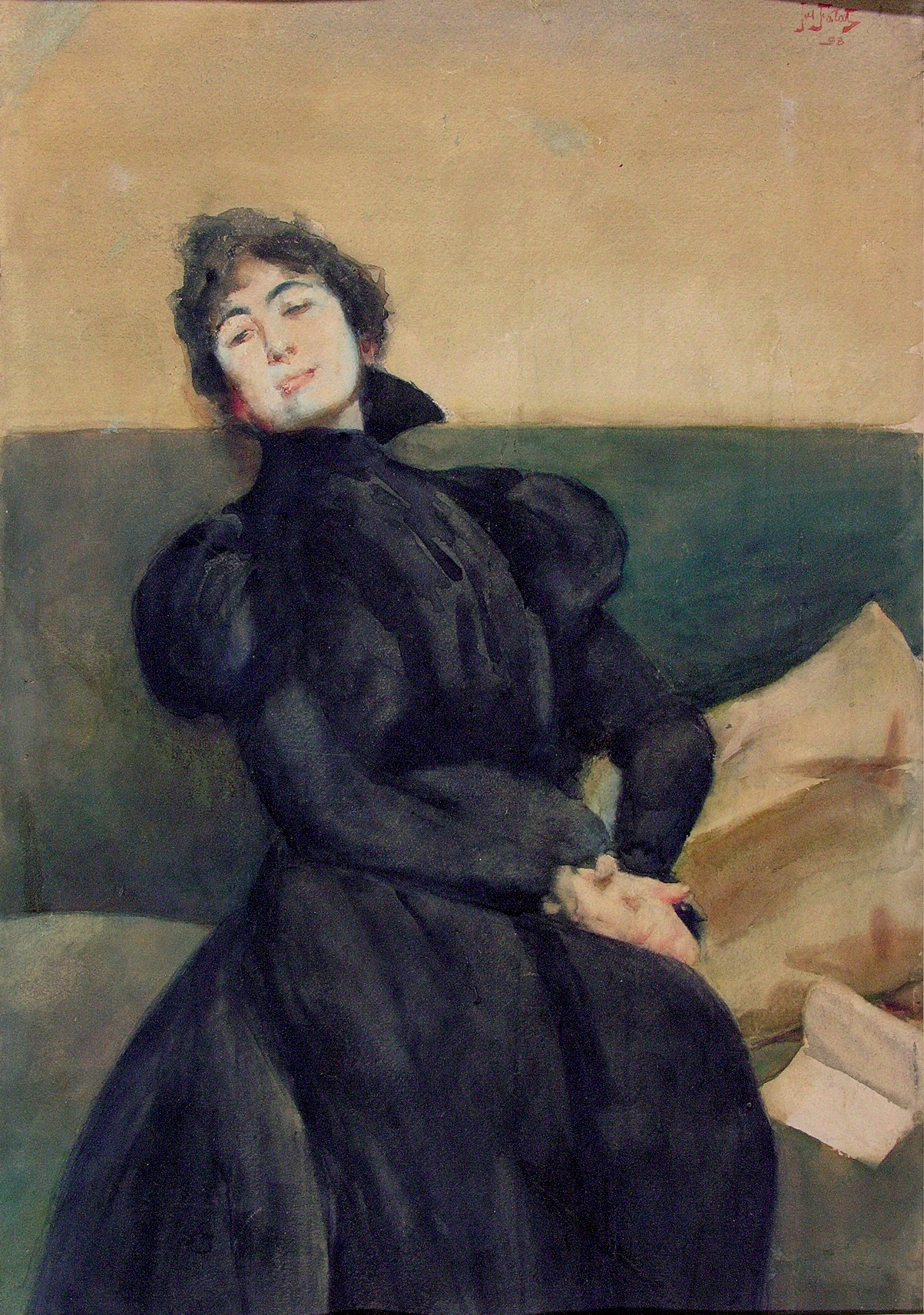
Gabriela Zapolska portréja (1898)

## Bibliográfia
- Jerzy Malinowski: Julian Fałat. Warszawa: Krajowa Agencja Wydawnicza, 1987. ISBN 83-03-01696-2
- Maciej Masłowski: Julian Fałat. Warszawa: Wydawnictwo „Arkady”, 1964.
- Daniel Korbel: Mistrz Fałat na wojnie z Czechami tramwajcieszynski.pl, 2020. április 03. (lengyelül)

## Fordítás
- Ez a szócikk részben vagy egészben  a   Julian Fałat című angol Wikipédia-szócikk ezen változatának fordításán alapul.  Az eredeti cikk szerkesztőit annak laptörténete sorolja fel. Ez a jelzés csupán a megfogalmazás eredetét és a szerzői jogokat jelzi, nem szolgál a cikkben szereplő információk forrásmegjelöléseként.